# Ney Blanco
Ney Blanco de Oliveira (Santos, 5 de junho de 1935 - Guadalajara, 13 de março de 2005) foi um futebolista brasileiro que atuou como atacante.

## Carreira
Iniciou no time infantil da Portuguesa Santista, no fim da década de 40.
Promovido aos profissionais em 1951, permaneceu pouco tempo na equipe principal da Briosa e foi contratado pelo Jabaquara. Na sequência, acertou sua transferência para o Fluminense.
Foi emprestado ao Santos em 1953, estreando em 2 de abril em amistoso contra a Portuguesa Santista vencido por 3 x 1. Não permaneceu muito tempo no clube e atuou apenas em 15 partidas.
No ano seguinte, atuou no São Bento, sendo contratado na sequência pelo Palmeiras.
Estreou no Palmeiras em 4 de abril de 1954 e neste ano foi vice-campeão paulista.
Nos dias 15 e 16 de setembro de 1956, tornou-se um dos poucos atletas na história do Verdão a marcar gols em dois dias seguidos pelo clube, nas vitórias por 3 x 2 sobre Jabaquara e 5 x 3 sobre o Londrina, respectivamente.
Em 1957, seu ultimo ano pelo Palmeiras, foi cedido ao Santos por apenas uma partida, na vitória por 1×0 diante do AIK, da Suécia, em partida amistosa.
Atuou no Palmeiras de 1954 a 1957, totalizando 150 jogos com a camisa alviverde e 63 gols marcados.
Teve também uma rápida passagem pelo São Paulo, em 1957 e 1958. Estreou marcando o gol na vitória sobre a Lazio, da Itália, por 1x0, e depois deixou a sua marca no 1x1 sobre o Combinado Santos/Vasco da Gama. Com a camisa Tricolor, foram 30 jogos (14 vitórias, 8 empates, 8 derrotas), 17 gols marcados e o título do Paulistão de 57.
Passou pelo XV de Piracicaba e pela Ferroviária, antes de retornar ao Santos, em 1960.
Nas múltiplas excursões do Santos pelo exterior, dividia o quarto nos hotéis com Mauro Ramos de Oliveira, de quem foi padrinho de seu filho, Marcos Ramos de Oliveira.
Pelo Santos, no total atuou em 85 jogos e marcou 14 gols. Ficou no Peixe até 1962, quando se transferiu para o futebol mexicano, onde defendeu o América e o Atlas (sendo, inclusive, técnico do Atlas) e encerrou a carreira em 1969.

## Títulos
Fluminense
- Campeonato Carioca: 1951

- Copa Rio: 1952

São Paulo
- Campeonato Paulista: 1957[8]

Santos
- Campeonato Paulista: 1960

Toluca
- Campeonato Mexicano: 1967–68